# The World Is Yours
"The World Is Yours" prvi je singl s desetog studijskog albuma švedskog melodičnog death metal sastava Arch Enemy - Will to Power. Singl je bio objavljen 14. srpnja 2017. godine.

## Glazbeni video
Glazbeni video za pjesmu režirao je Patric Ullaeus. Video jednostavno prikazuje sastav kako izvodi pjesmu.

## Zasluge
Arch Enemy
- Alissa White-Gluz — vokali
- Michael Amott — gitara
- Jeff Loomis — gitara
- Sharlee D’Angelo — bas-gitara
- Daniel Erlandsson — bubnjevi